# Casimiro el Santo
El príncipe San Casimiro de Polonia (3 de octubre de 1458 - 4 de marzo de 1484) es el santo patrón de Polonia y Lituania, cuya fiesta se celebra el 4 de marzo.

## Biografía
Casimiro nació en Cracovia, la sede real polaca en 1458 como hijo del rey Casimiro IV Jagellón y de su esposa Isabel de Habsburgo de Hungría. Desde muy pequeño demostró una gran devoción a Dios y humildad, destacando como una de sus más grandes características la pureza y bondad, habiendo hecho voto de castidad.
Puesto que una facción de la nobleza húngara estaba descontenta con el rey Matías Corvino de Hungría (1458-1490), el joven príncipe polaco de tan solo 13 años de edad fue llamado al reino para ocupar el lugar del otro monarca. Los derechos al trono fueron legitimados por la nobleza húngara, ya que la madre de Casimiro era hija del fallecido rey Alberto de Hungría, y su tío paterno (hermano del rey Casimiro IV de Polonia) llegó a ser coronado como Vladislao I de Hungría y reinó por 4 años. De esta forma, Casimiro arribó en 1471 a las fronteras húngaras aceptando la elección para brindar defensa al mundo cristiano contra los turcos invasores, que según la nobleza húngara el rey Matías no combatía. El arzobispo de Esztergom Juan Vitéz, siendo la más alta autoridad eclesiástica en el reino, y a pesar de haber sido el tutor del rey Matías en su infancia, accedió a apoyar a la nobleza húngara descontenta y eventualmente a coronar a Casimiro como rey. Sin embargo el consejo eclesiástico canónigo de Esztergom, guiado por el obispo Juan Beckensloer, enterándose de la conspiración informó inmediatamente al rey Matías que se hallaba en una campaña militar en suelo checo por el trono de Bohemia. En muy breve tiempo el rey húngaro se presentó de sorpresa en Esztergom y envió a los nobles Miguel Országh y Emérico Szapolyai para que resolviesen el asunto pacíficamente. Casimiro se vio forzado a interrumpir su viaje y a renunciar a sus pretensiones al trono húngaro (sin embargo su hermano menor será coronado en 1490 tras la muerte de Matías como Vladislao II de Hungría)
De 1479 a 1483, Casimiro llevó los asuntos de gobierno en Polonia sustituyendo a su padre ausente y murió a los 26 años de edad el 4 de marzo de 1484 tras enfermarse gravemente en Grodno (Lituania) durante un viaje. Sus restos se encuentran en Vilna, la capital de Lituania.
Poco después de su muerte surgieron iniciativas para promover su canonización, que se produjo en 1521 bajo el gobierno del papa León X.

## Representación
Se representa con traje polaco, corona, cetro, palma, joyas y crucifijo. El cuadro anterior, en la catedral de Vilna, donde está sepultado, lo muestra con dos manos derechas. Una leyenda dice que un pintor pintó una nueva mano y pintó afuera la vieja mano, pero milagrosamente la vieja reapareció. Otra leyenda dice que la tercera mano fue un resultado de la hospitalidad del santo.